# Stockholms aftonpost
Stockholms aftonpost var en svensk dagstidning som utkom juli 1848–december 1850.
Tidningen grundades av Stockholms Dagblads redaktion. Från och med oktober 1848 utkom tidningen som daglig. Den utmärktes av en omfattande litterär textavdelning med bidrag av bland andra Andreas Möller, J. A. Kiellman-Göransson (Nepomuk), C.V.A. Strandberg (Talis Qualis) och Johan Peter Theorell. Åren 1849–1850 utgavs en morgonupplaga av tidningen med titeln Morgonposten eller det nya Dagligt allehanda.